# جان كلود باركلي
جان كلود باركلي (بالفرنسية: Jean-Claude Barclay)‏ مواليد 30 ديسمبر 1942، هو لاعب كرة مضرب فرنسي يلعب باليد اليمنى. هو أحد أبطال الجراند سلام.

## النهائيات

### الزوجي المختلط
اللقب (3)
| التاريخ | الدورة         | الأرضية | الشريك       | المنافس                     | النتيجة  |
| ------- | -------------- | ------- | ------------ | --------------------------- | -------- |
| 1968    | فرنسا المفتوحة | ترابية  | فرانسواز دور | بيلي جين كينغ أوين ديفيدسون | 6–1, 6–4 |
| 1971    | فرنسا المفتوحة | ترابية  | فرانسواز دور | ويني شو توماس ليوس          | 6–2, 6–4 |
| 1973    | فرنسا المفتوحة | ترابية  | فرانسواز دور | بيتي ستوف باتريس دومينغيز   | 6–1, 6–4 |

## روابط خارجية
- جان كلود باركلي على موقع رابطة محترفي التنس (الإنجليزية)
- جان كلود باركلي على موقع الاتحاد الدولي لكرة المضرب (الإنجليزية)
- جان كلود باركلي على موقع كأس ديفيز (الإنجليزية)
- جان كلود باركلي على موقع خلاصة التنس.كوم (الإنجليزية)